# Рыжий воробьиный сыч
Рыжий воробьиный сыч (лат. Glaucidium brasilianum) — птица из рода воробьиные сычи.

## Описание
Рыжий воробьиный сыч достигает размера от 17 до 20 сантиметров и веса — 60-75 г., коренастый, с непропорционально большими ступнями и когтями. На макушке удлиненные белые полосы, на кроющих крыльях белые пятна, а на нижней стороне тела — белые полосы. Над лицевым диском видны белые надбровные дужки. На затылке есть два тёмных пятна, которые орнитологи часто называют «ложными глазами».
В остальном, его общий окрас сильно варьируется: от серо-коричневого с чёрно-белой полосой на хвосте до насыщенно-рыжего с однородным рыжим хвостом. Самки крупнее и тяжелее самцов.

## Распространение
Рыжий воробьиный сыч распространен в США (штат Аризона), на юге Мексики, в Центральной Америке, а также в Южной Америке (Боливия, Парагвай, Аргентина). Это обычный вид, который встречается в разных полуоткрытых биотопах.

## Образ жизни
Рыжий воробьиный сыч в основном ведет ночной образ жизни, но часто охотится днем. Его добычей становятся мелкие птицы и млекопитающие, ящерицы и насекомые. Сезон размножения сыча приходится на конец зимы-начала весны. Гнездится он в дуплах кактусов и деревьев. В кладке 3-5 белых яиц. Инкубация продолжается около 28 дней, птенцы оперяются на 27-30 день.

## Подвиды
Имеет 13 признанных подвидов:
- Glaucidium brasilianum cactorum Van Rossem, 1937
- Glaucidium brasilianum intermedium Phillips, AR, 1966
- Glaucidium brasilianum ridgwayi Sharpe, 1875
- Glaucidium brasilianum medianum Todd, 1916
- Glaucidium brasilianum margaritae Phelps & W. H. Phelps Jr, 1951
- Glaucidium brasilianum phaloenoides (Daudin, 1800)
- Glaucidium brasilianum duidae Chapman, 1929
- Glaucidium brasilianum olivaceum Chapman, 1939
- Glaucidium brasilianum ucayalae Chapman, 1929
- Glaucidium brasilianum brasilianum (Gmelin, 1788)
- Glaucidium brasilianum pallens Brodkorb, 1938
- Glaucidium brasilianum stranecki C. Koenig & Wink, 1995
- Glaucidium brasilianum tucumanum Chapman, 1922